# 索納巴納內拉

索納巴納內拉（西班牙語：Zona Bananera），是哥倫比亞的城鎮，位於該國北部馬格達萊納省，距離聖瑪爾塔58公里，始建於1999年10月10日，面積443平方公里，海拔高度30米，2005年人口58,625，人口密度每平方公里132.33人。